# ستانلي كوب
ستانلي كوب (بالإنجليزية: Stanley Cobb)‏ هو عالم حيوانات وعالم أعصاب وطبيب نفسي أمريكي، ولد في 10 ديسمبر 1887 في بروكلين في الولايات المتحدة، وتوفي في 25 فبراير 1968 في كامبريدج في الولايات المتحدة.